# Kadınefendi
Kadın (osmanskou turečtinou: قادین) byl titul udělován hlavním konkubínám sultánů Osmanské říše. Poprvé byl užit na přelomu 16. a 17. století. Sultán mohl mít čtyři, občas pět nebo osm žen (konkubín) s titulem Kadın a nekonečně mnoho žen s titulem Ikbal. Titul nahradil dřívější oslovení manželek Hatun a Sultan (včetně Haseki Sultan). Když v listopadu roku 1922 zanikla Osmanská říše a sultán Abdulmecid II. se prohlásil za chalífu, jeho konkubíny nadále dostávaly titul Kadınefendi. Tento titul byl zhruba ekvivalentem pro královnu konkubínu. Užívaly jej hlavní manželky sultána (především matky mužských potomků, následníků trůnu). Osmanská dynastie využívala tří titulů pro konkubíny; Valide sultan (matka královna), Kadınefendi (princezna, matka následníků) a Hanimefendi (oblíbenkyně či matka ženských potomků).